# Pollyanna (film, 2003)
Pollyanna je britský televizní film z roku 2003 natočený na motivy stejnojmenného románu od Eleanor Hodgman Porterové. Vypráví o děvčátku Pollyanně, která přináší pozitivní změnu do života celé vesnici.

## Děj
Příběh vypráví o sirotkovi Pollyanně, které se ujme teta Polly. Pollyanna nedodržuje pravidla, například pouští dovnitř mouchy, utíká, nechodí včas na snídani. Tetě se nedaří Pollyannu potrestat, protože ta má ze všeho radost, to je taková hra, kterou ji naučil tatínek. Pollyanna se seznamuje s lidmi, a zakrátko není nikdo, kdo by s ní nepromluvil. Teta Polly už ji má taky ráda. Nemocné lidi obveseluje, mrzouty a bručouny (například p. Pendletona) přivádí na lepší myšlenky, zachraňuje zvířata a všude pomáhá . Sluhovi Timovi se líbí služka Nancy a on se jí líbí taky (pokud nemluví o automobilech). Jednoho dne Pollyannu srazí auto a ona už nemůže chodit. Nancy už Tima kvůli automobilu nechce. Tim automobil kvůli Nancy prodá. Na jaře si Polly bere Chiltona za muže a Pollyanna už zase chodí.

## Obsazení
| Amanda Burton        | Polly         |
| Kenneth Cranham      | Pendleton     |
| Georgina Terry       | Pollyanna     |
| Aden Gillett         | Dr Chilton    |
| Pam Ferris           | paní Snowová  |
| Kate Ashfield        | Nancy         |
| Tom Ellis            | Tim           |
| Tom Bell             | Tom           |
| David Bamber         |               |
| Ben Thornton         | Jimmy Bean    |
| Judy Flynn           | Milly Snowová |
| Amanda Walker        |               |
| Nicola Duffett       |               |
| Jan Carey            |               |
| Jane Nash            |               |
| Gaye Brown           |               |
| Geraldine Fitzgerald |               |
| Charlotte West-Oram  |               |
| Jane Whittenshaw     |               |
| Roland MacLeod       |               |
| Vicky Ogden          |               |
| James Vaughan        |               |